# 睡莲叶杜鹃
睡莲叶杜鹃（学名：Rhododendron nymphaeoides）为杜鹃花科杜鹃花属下的一个种。

## 扩展阅读
- 維基物種上的相關：睡莲叶杜鹃